# 翹嘴指鰧
翹嘴指鰧（學名：Dactyloscopus insulatus），為輻鰭魚綱䲁形目指鰧科指鰧屬的一個種，被IUCN列為易危保育類動物，分布於東太平洋墨西哥聖貝內迪克托島、索科羅島和克拉里昂島海域，深度11至79公尺，本魚身體扁平，向尾部逐漸變細，頭大，上部扁平，前面圓而窄；眼外突，有柄，無乳突，管狀鼻孔，後鼻孔在前鼻孔基部附近開口，兩唇均有皮瓣，上唇11個，下唇15個，背鰭起點於頸背，背鰭硬棘12枚、背鰭軟條24枚、臀鰭硬棘2枚、臀鰭軟條28枚，胸鰭條通常13條，尾基部下方有缺口，尾鰭長，鰭條不分支，側線連續，在最後一節背棘下方向下彎曲，側線鱗42片，頭上部淺棕色，後部上方有一寬闊的白色T形斑塊，向前延伸至兩眼之間，眼後下方有一條斜雙橫帶（前橫帶深色，後橫帶白色），鰓蓋後上部通常有一白色斑塊，口內無色素沉澱，上背灰棕色，背部中線有一排約7-10個白色邊緣，體長可達5.6公分，棲息在沙底質海床及潮池，生活習性不明。